# 喀拉克尔乡
喀拉克尔乡，是中华人民共和国新疆维吾尔自治区和田地區于田县下辖的一个乡镇级行政单位。

## 行政区划
喀拉克尔乡下辖以下地区：
阿克吾斯塘村、央塔克喀什村、博斯坦艾日克村、喀格勒克阿日希村、麦盖提村、喀格勒克村、吐孜库孜勒克村、巴扎托普村、协依提拉村、麻扎吾斯塘村、拜什托格拉克村、宗塔勒村和硝尔库勒村。